# Ilona Richter
Ilona Richter, poi Dörfel (11 marzo 1953), è un'ex canottiera tedesca.

## Palmarès

### Olimpiadi
- 2 medaglie:
  - 2 ori (Montréal 1976 nell'otto; Mosca 1980 nell'otto)

### Mondiali
- 4 medaglie:
  - 3 ori (Lucerna 1974 nell'otto; Nottingham 1975 nell'otto; Amsterdam 1977 nel quattro con)
  - 1 argento (Bled 1979 nell'otto)

### Europei
- 1 medaglia:
  - 1 argento (Mosca 1973 nell'otto)